# 兼次佐一
兼次 佐一（かねし さいち、1909年（明治42年）1月10日 - 1998年（平成10年）3月20日）は、琉球政府の政治家。立法院議員（2期）、那覇市長（1期）。
沖縄戦後、沖縄人民党、沖縄社会大衆党、沖縄社会党（社会民主党沖縄県連合の前身）の3つの左派系政党の結成に関わり、各政党で最高幹部を務めた。

## 経歴
国頭村安田に、農業・兼次佐一郎の二男として生まれる。3歳の時に本部村伊豆味に移住。伊豆味尋常高等小学校を卒業後、大阪・京都で工場労働者として働く。その後沖縄に帰り、道路工事人夫、弁護士出張所事務員、富国徴兵保険外交員、日刊沖縄新聞社記者と多彩な職業遍歴を重ねる傍ら、青年団運動・村政改革運動にも打ち込み、1940年本部町議に当選。
沖縄戦後は『うるま新報』（現・琉球新報）に参加し、国頭支局長を務める。1947年には瀬長亀次郎、浦崎康華、池宮城秀意らと共に沖縄人民党を結成し、常任中央委員兼政治部長に就任。1948年には本部町長に当選。同年、浦崎康華の跡を継いで人民党第2代委員長となるが、翌1949年、瀬長亀次郎が書記長となり党運営の実権を掌握すると、兼次はこれに不満を持ち浦崎とともに脱党。1950年平良辰雄とともに沖縄社会大衆党を結党、初代書記長となる。
1952年・1954年と立法院議員選挙に連続当選を果たすも、1956年落選。1957年那覇市議に当選し、市長となったかつての盟友・瀬長を与党として支える。瀬長追放後の1958年の市長選にて、人民党・社大党左派からなる「民主主義擁護連絡協議会」（民連）は兼次を統一候補として擁立。これに対し、当時安里積千代ら反人民党の立場を取るメンバーが多数派だった社大党中央執行委員会は平良辰雄を候補に立て、これに反発した兼次らは社大党を脱党、沖縄社会党を結成し、兼次は執行委員会議長に就任する。市長選は1,000票弱の僅差で平良に競り勝ち当選。
那覇市長就任後は、日米琉各政府からの財政援助を獲得して都市計画事業を軌道に乗せるため、市政運営にあたっては超党派的立場で臨んだ。こうした姿勢は、人民党・社会党側とすれば「変節」と映り、次第に反発を強めていくこととなり、ついに1959年には社会党より除名処分を受ける。なお、この時兼次除名に不満を持ち脱党した党員の一人に上原康助がいる（1970年復党）。
市長時代の功績としては、当時豪雨のたびに氾濫を起こしていた、市中心部を流れるガーブ川の改修工事について、米国民政府・琉球政府を巻き込む形で実現への道筋をつけたことが挙げられよう。1961年には那覇市制40周年記念イベントとして、沖縄初のプロ野球公式戦招致（西鉄×東映）も実現させた。
1961年、再選を目指した市長選で西銘順治に敗れる。その後政界を離れ、台湾貿易に従事するも失敗、一時期は横浜で保険外交員をしていた。1976年より月刊誌『政経情報』編集発行人。1993年沖縄県功労章受章。
1998年3月20日、心筋梗塞のため逝去。

## 「ガーブ川七不思議」
那覇市長時代、ガーブ川商店街組合の会合で挨拶した時に披露したものという。兼次の批判精神、反骨心と巧まざるユーモアを彷彿とさせる警句である。
1. 戦前はアヒルだけが住んでいたガーブ川一帯が、いつの間にか那覇市の経済の中心地となった。
2. 川の上に建物があるはずはないが、ガーブ川の上にはズラリと並んでいる。
3. 川には地主はいないと思っていたが、ガーブ川には地主がいる。
4. 毎年のように浸水して大損害をしたといって騒ぐくせに、一人として立ち去った者はいない。
5. ガーブ川は年中臭気を発散しているが、そこに住んでいる人には臭味を感じさせない。
6. 勝手に住んでいるくせに、氾濫したからといって文句を言いに市長室まで押し寄せてくる。
7. 選挙の度毎に改修するといっているが、改修した政治家は一人もいない。